# Trichophyton tonsurans
Trichophyton tonsurans ist ein weltweit beim Menschen die Hornsubstanz besiedelnder Hautpilz (anthropophiler Dermatophyt). Er kann beim Menschen Dermatophytosen auslösen, vor allem eine Tinea capitis (alte Bezeichnungen: Kahlgrind, Ringwurm, Ringerpilz, Kringwurm, scherende Flechte). Wie alle Dermatophyten ernährt sich Trichophyton tonsurans von Keratin. Die Teleomorphe, also das geschlechtliche Stadium von T. tonsurans, ist bislang unbekannt.
Die Übertragung von Mensch zu Mensch erfolgt durch direkten oder indirekten Kontakt, letzteres vor allem durch Kämme oder Hüte. Der Pilz wächst zunächst in Richtung Haarfollikel vor, umwächst dann das Haar und dringt schließlich in das Haar ein (endothrich). Dort bilden sich 4–7 µm große Arthrosporen, wodurch das Haar spröde wird und wenige Millimeter oberhalb der Kopfhaut abbricht.

## Kulturverhalten

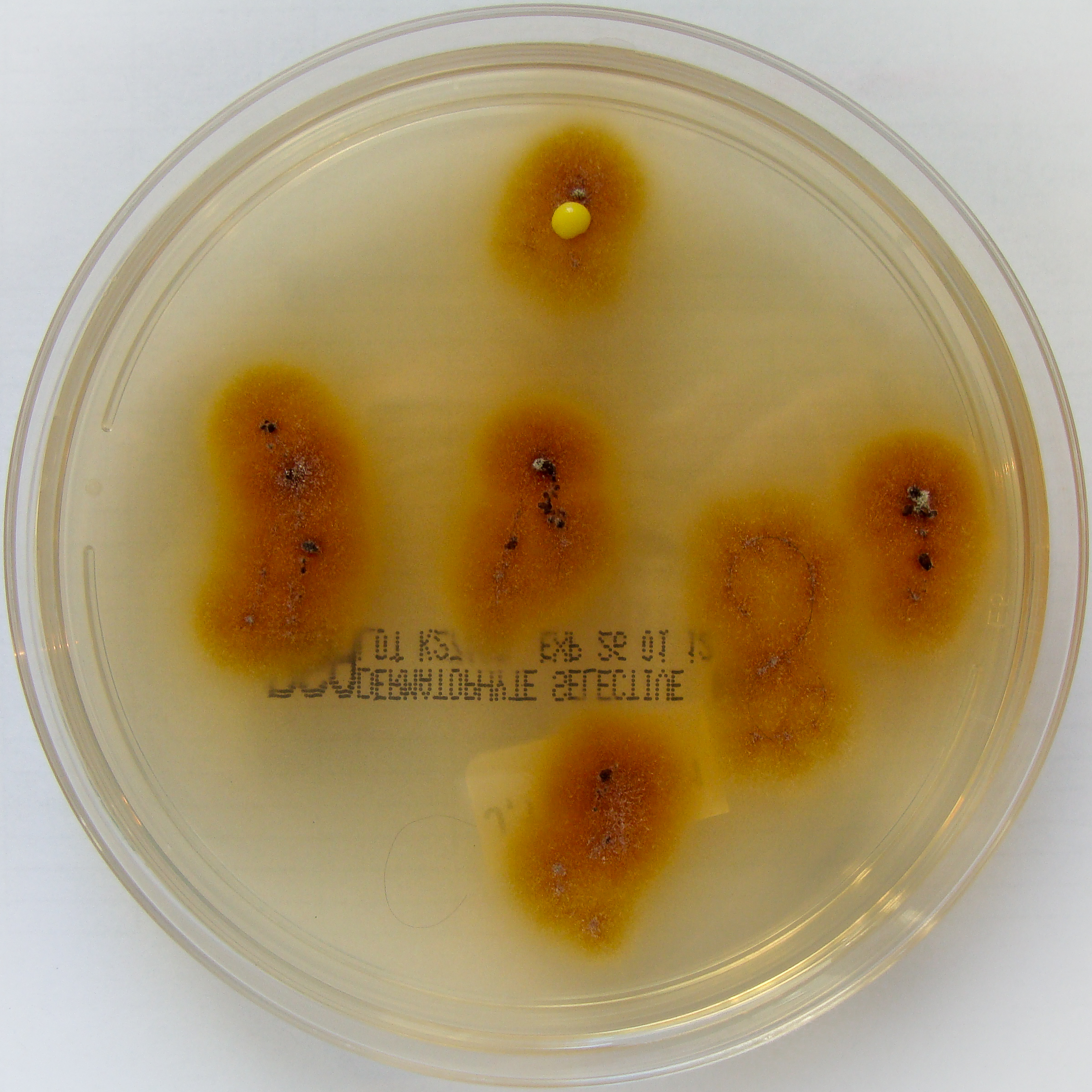
T.-tonsurans-Kultur

Auf zwei Wochen alten Kulturen zeigt sich T. tonsurans auf Sabouraud-Dextrose-Agar als ca. 2 cm große Kolonien, die wildlederartig faltig aussehen und einen breiten flachen Rand aufweisen. Die Kulturen sehen rötlich oder rosa aus, was zur Verwechslung mit Trichophyton rubrum führen kann. Manche Stämme sind gelblich.
Im mikroskopischen Bild ist T. tonsurans durch zahlreiche 3–10 µm lange und 1,5–5 µm breite Mikrokonidien gekennzeichnet, die meist einzeln seitlich, manchmal traubenförmig an den Hyphen liegen. Makrokonidien werden nur selten ausgebildet. Sie haben zwei bis vier, selten sechs, Kammern, sind farblos und glattwandig.